# Bridger Pass
Bridger Pass ist ein 2296 m hoher Gebirgspass im Carbon County, Wyoming, USA. Er überquert den Kamm der Sierra Madre in Wyoming. Der Pass liegt auf der kontinentalen Wasserscheide nahe dem Südende des Great Divide Basin, einem abflusslosen Becken auf der Wasserscheide. Er trennt das Einzugsgebiet des Platte River im Osten von dem des Snake River im Westen.
Die erste dokumentierte Überquerung des Bridger Passes erfolgte durch die Stansbury-Expedition (1849–1850), als sie von Utah nach Osten zurückkehrte; die Expedition wurde von Jim Bridger geführt, nach dem der Pass benannt wurde. Ein Jahrzehnt später wurde der Pass regelmäßig von Reisenden und Postkutschen auf dem Overland Trail genutzt; die Route war zeitweilig auch Teil des Cherokee Trail. In der Nähe des Passes wurde für die Postkutschen die Bridger Stage Station errichtet. Der Overland Trail wurde zwischen 1860 und 1869 kontinuierlich genutzt, bis die erste transkontinentale Eisenbahn die Postkutschenverbindung überflüssig machte.
Heute benutzt der Continental Divide Trail die Bridger Pass Road, die zum Pass hinaufführt.